# Gmina Niemodlin
Die Gmina Niemodlin ist eine Stadt- und Landgemeinde im Powiat Opolski der Woiwodschaft Opole in Polen. Ihr Sitz ist die gleichnamige Stadt (deutsch: Falkenberg O.S.) mit etwa 6500 Einwohnern. 

## Geographie
Die Gemeinde liegt 15 Kilometer westlich von Opole (Oppeln). Zu den Gewässern gehören die Glatzer Neiße im Westen und ihr Zufluss Steinau (polnisch Ścinawa Niemodlińska).

## Geschichte
Die Gemeinde kam 1950 zur Woiwodschaft Opole, die ihren Zuschnitt bis 1999 mehrfach geändert hat. Im Jahr 1999 kam die Gemeinde zum neu geschaffenen Powiat Opolski.

## Politik

### Bürgermeister
An der Spitze der Stadtverwaltung steht der Bürgermeister. Seit 2014 war dies Dorota Koncewicz (PSL), die 2024 von Bartłomiej Kostrzewa abgelöst wurde. Die turnusmäßige Wahl im April 2024 brachte folgendes Ergebnis:
- Bartłomiej Kostrzewa (Wahlkomitee Bartłomiej Kostrzewa) 72,6 % der Stimmen
- Mariusz Nieckarz (Wahlkomitee „Mariusz Nieckarz – Starke Region“) 19,3 % der Stimmen
- Dorota Koncewicz (Trzecia Droga) 8,1 % der Stimmen

Damit setzte sich Bartłomiej Kostrzewa bereits im ersten Wahlgang durch und wurde neuer Bürgermeister.
Die turnusmäßige Wahl im Oktober 2018 brachte folgendes Ergebnis:
- Dorota Koncewicz (Polskie Stronnictwo Ludowe) 45,4 % der Stimmen
- Mariusz Nieckarz (Prawo i Sprawiedliwość) 27,8 % der Stimmen
- Bartosz Wajman (Wahlkomitee Bartosz Wajman) 22,8 % der Stimmen
- Andrzej Żurek (Sojusz Lewicy Demokratycznej / Lewica Razem) 4,1 % der Stimmen

In der damit notwendigen Stichwahl setzte sich Dorota Koncewicz mit 60,6 % der Stimmen gegen den PiS-Kandidaten Nieckarz durch und wurde für eine zweite Amtszeit gewählt.

### Stadtrat
Der Stadtrat besteht aus 15 Mitgliedern und wird direkt in Einpersonenwahlkreisen gewählt. Die Stadtratswahl 2024 führte zu folgendem Ergebnis:
- Wahlkomitee Bartłomiej Kostrzewa 43,0 % der Stimmen, 13 Sitze
- Wahlkomitee „Mariusz Nieckarz – Starke Region“ 20,1 % der Stimmen, 1 Sitz
- Trzecia Droga (TD) 16,4 % der Stimmen, kein Sitz
- Wahlkomitee „Paul, Patryk und Paul“ (3XP) 6,2 % der Stimmen, kein Sitz
- Wahlkomitee „Bewegung für Polen“ 4,4 % der Stimmen, kein Sitz
- Wahlkomitee Tadeusz Mróz 4,4 % der Stimmen, 1 Sitz
- Übrige 5,5 % der Stimmen, kein Sitz

Die Stadtratswahl 2018 führte zu folgendem Ergebnis:
- Polskie Stronnictwo Ludowe (PSL) 27,7 % der Stimmen, 7 Sitze
- Wahlkomitee Bartosz Wajman 23,6 % der Stimmen, 5 Sitze
- Prawo i Sprawiedliwość (PiS) 21,9 % der Stimmen, 2 Sitze
- Wahlkomitee „Über die Trennungen der Gemeinde Niemodlin hinaus“ 14,6 % der Stimmen, 1 Sitz
- Sojusz Lewicy Demokratycznej (SLD) / Lewica Razem (Razem) 3,7 % der Stimmen, kein Sitz
- Wahlkomitee Piotr Dziedzic 3,7 % der Stimmen, kein Sitz
- Übrige 4,8 % der Stimmen, kein Sitz

### Partnergemeinden
- Vechelde, Deutschland
- Dolyna, Ukraine

## Gliederung
Die Stadt-und-Land-Gemeinde Niemodlin gliedert sich in folgende Schulzenämter (sołectwa):
| - Brzęczkowice (Springsdorf) - Gościejowice (Heidersdorf) - Góra (Guhrau) mit Mała Góra (Gut Guhrau) - Grabin (Grüben) - Gracze (Graase) - Grodziec (Groditz; 1936–1945: Burgstätte) - Jaczowice (Jatzdorf) - Jakubowice (Jakobsdorf) - Krasna Góra (Sonnenberg) - Lipno (Lippen) - Magnuszowiczki (Klein Mangersdorf) - Magnuszowice (Groß Mangersdorf) - Michałówek (Michelsdorf) | - Molestowice (Mullwitz) - Piotrowa (Petersdorf) - Radoszowice (Raschwitz; 1937: Raschdorf O. S.; 1937–1945: Rauschwalde) - Rogi (Rogau) - Roszkowice (Roßdorf) - Rutki (Rautke) - Rzędziwojowice (Geppersdorf) - Sady (Baumgarten) - Sarny Wielkie (Groß Sarne) - Szydłowiec Śląski (Schedlau) - Sosnówka (Kieferkretscham) - Tarnica (Tarnitze; 1936–1945: Dornfeld) - Tłustoręby (Kirchberg) - Wydrowice (Weiderwitz; 1936–1945: Weidendorf O. S.) |

## Verkehr
Die Gemeinde liegt an der Landesstraße DK46, die die Woiwodschaft Niederschlesien im Westen über Opole mit der Woiwodschaft Schlesien im Osten verbindet.
Der Niemodlin lag an der Bahnstrecke Szydłów–Lipowa Śląska, zwischen Gracze und Szydłów wurde 1996 der Personenverkehr eingestellt.